# 후궁
후궁(後宮)은 제왕(帝王)의 측실(側室=첩실)로서 내명부 작위를 받은 여성을 일컫는 말이다. 비빈(妃嬪), 빈어(嬪御), 잉첩(媵妾), 빈잉(嬪媵), 궁빈(宮嬪), 궁인(宮人), 내관(內官), 육궁(六宮) 등으로도 불린다.

## 개요
후궁의 본래 의미는 궁궐의 뒤꼍, 안쪽을 뜻하며, 후정(後庭)·내정(內庭)·내전(內殿)·내궁(內宮)·내조(內朝) 등을 쓰기도 한다. 제왕이 신하들과 함께 정사를 돌보고 의식을 행하는 영역의 다른 호칭인 외조(外朝)·외정(外庭) 등의 반대격으로, 제왕의 사적인 공간이다. 이곳에 제왕의 여인(妻妾)이 거처했기에 제왕의 후비(后妃: 처첩) 및 시녀(侍女)를 지칭하는 단어로도 쓰이게 됐다.
예전에 한 대신(大臣)이 능히 어린 임금을 보호하여 사직(社稷)을 편안히 하였으니, 내가 비록 물러가 후궁(後宮)에 있다 하더라도 어찌 종사(宗社)를 돌보지 않겠느냐? (중략) 우리 태조(太祖)께서도 을해 연간에 이방석(李芳碩)에게 전위(傳位)하고 물러나서 후궁(後宮)에 계셨다면, 우리들이 마침내 움직이지 못하였을 것이다.— 《조선왕조실록》태종 18권, 9년(1409 기축 / 명 영락(永樂) 7년) 8월 10일(기유) 1번째기사

신(의령옹주의 아들 이선)이 나서 기년이 되기 전에 우리 태조께서 명하여 후정(後庭)에 들어오게 하고는 특별히 외조모(찬덕 주씨)에게 명하여 안아서 기르게 하였으니, — 《조선왕조실록》세종 71권, 18년(1436 병진 / 명 정통(正統) 1년) 2월 2일(무술) 2번째기사

내궁(內宮)에게 단자(段子) 2필, 사(紗) 1필을 바치고,【내궁(內宮)은 곧 귀인 홍씨(貴人洪氏)이다. 이때 중궁(中宮)은 이미 훙서(薨逝)하시고 홍씨가 내전(內殿)을 다스렸다.】— 《조선왕조실록》문종 3권, 즉위년(1450 경오 / 명 경태(景泰) 1년) 8월 5일(병자) 2번째기사

전교하기를, “앞으로 직임이 있는 후정인(後庭人: 후궁)이 본가(本家)에 나갈 때에는 으레 제용감(濟用監)의 면포(緜布) 4백 필과 정포(正布)·백면포(白緜布) 각 50필을 주라.”하였다.— 《조선왕조실록》연산 59권, 11년(1505 을축 / 명 홍치(弘治) 18년) 9월 27일(무신) 3번째기사

바른 말을 받아들일 때에는 진부(陳腐)한 말이다, 예사로 하는 말이다 하지 마시고, 내정(內庭)에 거처하실 때나 신하들을 대하실 때나 한결같이 지성으로 하고 스스로 속이지 않으면 마음이 바르게 될 것입니다.— 《조선왕조실록》연산 10권, 1년(1495 을묘 / 명 홍치(弘治) 8년) 11월 18일(정유) 1번째기사

이후 같은 의미인 내전과 후궁을 분리하여 내전(中殿·中宮·中宮殿)을 제왕의 처(皇后·王妃)로, 후궁을 제왕의 첩을 지칭하는 단어로 사용한 사례가 빈번해 현재 한국의 사전에선 내전(中殿·中宮·中宮殿)을 제왕의 정궁으로, 후궁을 제왕의 측실로 정의하고 있다.

## 각국의 후궁

### 동북아시아 지역
- 한국
- 중국
- 일본

### 유럽 지역
- 고대 유럽
- 프랑스(영어)(번역 시급)

## 같이 보기
- 내명부
- 궁녀
- 황후
- 왕후
- 빈 (지위)